# Проходная печь
Проходна́я печь — промышленная печь, в которую заготовки (изделия), подлежащие дальнейшей обработке, перемещаются с помощью рольгангов, конвейеров, толкателей и прочих. В проходной печи заготовки нагревают перед обработкой давлением, осуществлением обжига керамических и металлических эмалированных изделий.

## Кольцевая печь
Кольцевая печь — промышленная печь, в которой нагрев изделий происходит на кольцевом вращающемся поде.
Под (поди́на) — элемент конструкции печи, на котором располагаются материалы или изделия, подвергаемые тепловой обработке (нагреву, плавлению, обжигу и т. д.); выполняется обычно из огнеупорных материалов. Под производственных кухонных и хлебопекарных печей часто выдвижной.
«Садчик» — рабочий, непрерывно заполняющий заготовками кольцевую печь.

## Источник
- Украинский советский энциклопедический словарь — 2-е издание.
- Григорьев В. Н., Кольцевые печи для нагрева металла, М., 1958.
- Справочник конструктора печей прокатного производства, под ред. В. М. Тымчака, М., 1970.
- Большая советская энциклопедия.
- Должностная инструкция садчика